# レイナ・デ・コラソネス
『レイナ・デ・コラソネス』（スペイン語: Reina de corazones）は、アメリカ合衆国のテレビドラマ。テレムンドで2014年4月28日から11月7日まで放送された。

## 登場人物
レイナ・オルティス
演：パオラ・ヌニェス
ニコラス・ヌニェス / ハビエル・ボリバル・デ・ロサス
演： エウヘニオ・シラー
ビクトル・デ・ロサス
演： フアン・ソレル
エステファニア・ペレス・イダルゴ
演：キャサリン・シアチョク
サラ・スミス / ビルヒニア・デ・ラ・ベガ
演：ラウラ・フローレス